# Andrés Felipe Correa
Andrés Felipe Correa (Itagüí; 2 de julio de 1984) conocido simplemente como Pecoso Correa es un ex-futbolista colombiano. Jugaba como defensor y se retiró en el Unión Magdalena de Colombia. Actualmente hace parte del cuerpo técnico del Independiente Medellín

## Trayectoria como Futbolista

### Inicios
Andrés Felipe "Pecoso" Correa a inicios de la década de los 2000 se presentó al Deportivo Independiente Medellín, sin embargo el equipo buscaba jugadores de baloncesto o de gran altura para convertirlos en futbolistas y Andrés no complacía sus expectativas en medida, por esto lo rechazaron; así que decide colgar los botines y dedicarse al negocio familiar y comienza así con la fabricación de cocinas integrales en la empresa Socoda.

### Águilas Doradas
Ya próximo a cumplir 26 su amigo Fabio Restrepo que era utilero del (Itagüí Ditaires actual Águilas Doradas) lo convence de regresar a la actividad profesional sabiendo de sus cualidades y hace la gestión con las directivas del club para hacerlo posibles. Llega a realizar las pruebas en la pretemporada de enero del 2010 y queda seleccionado por el DT fichando con el club.
Su debut profesional sería en la tercera fecha de la Primera B 2010 donde ingresa al terreno de juego a sus 25 años en cambio por Jeringa Guzmán enfrentando al (Deportivo Rionegro actual Itagüí Leones) disputado en el estadio de La Ceja, Antioquia.
Al culminar la temporada fue uno de los jugadores fundamentales para el ascenso que lograron venciendo al Deportivo Pasto en la final, además en la Copa Colombia 2010 donde dejaron eliminado a Millonarios en la semifinal con gol de él y quedando subcampeones frente al Deportivo Cali.
Su buen nivel llamó la atención de varios clubes tanto nacionales como internacionales a mediados del 2013 quien tuvo la oferta más seria fue el Junior de Barranquilla quien compraría sus derecho deportivos hasta junio del 2017.

### Junior
Luego de ficharlo en el 2013 para el segundo semestre fue parte de su equipo deportivo durante casi 4 años. En este período disputó 3 finales de Liga y 1 final por Copa la cual ganaron frente a Independiente Santa Fe. En el año 2016 en marzo sufrió una lesión en la rodilla izquierda que lo alejó de las canchas por 10 meses; muchos médicos deportivos afirmaban que luego de esta lesión no podría volver a jugar o no tendría un buen rendimiento, sin embargo, un necesitado Atlético Huila decidió contratarlo y probar que tenía muchos más años de trayectoria.

### Atlético Huila
Llegó al equipo "opita" en el segundo semestre del 2017. El equipo estaba pasando por momentos duros peleando para salvarse del descenso pero el "Pecoso" junto con el equipo y grupo técnico harían lo posible por salvar a su equipo de esto. En el primer semestre de 2018, Andrés fue capitán del club deportivo y lograron llegar a cuartos de finales terminando su trayectoria en ascenso ante una derrota de Atlético Nacional. Termina su contrato de un año y varios clubes lo querían en su grupo de 11 en la cancha y a quien se le cumplió el deseo fue al Once Caldas, el "blanco blanco".

### Once Caldas (2018 - 2020)
Llega al conjunto de Manizales para el segundo semestre del 2018, donde se gana la titularidad y el conjunto blanco llega a cuartos de final de liga y a la final de Copa Colombia, donde perderían la final frente a Atlético Nacional.
Para el 2019 es anunciado como capitán del equipo Manizaleño. En este mismo año en octubre ante el Deportivo Cali recibe un fuerte golpe en la cabeza contra el jugador Dany Rosero el cual los deja heridos y de necesaria intervensión médica. Luego de este incidente, vuelve a las canchas con un casco especial para cuidar su cabeza de impactos fuerte y para que su herida termine de sanar. 
El "Pecoso" continuó en el equipo "Albo" hasta finales del año 2020 para luego continuar su carrera con el Atlético Bucaramanga.

### Atlético Bucaramanga
Ingresa como parte del equipo santandereano a principios del 2021 en el cual logró ser capitán del equipo y marcar goles en unos cuantos partidos. Dejó su huella en el equipo como buen líder a pesar de no llegar a finales. Terminó su contrato de un año y el "Aurirrojo" quiso tenerlo en su equipo. 

### Deportivo Pereira
El equipo de Risaralda venía de una buena campaña y de quedar subcampeón contra Atlético Nacional por Copa. El "Pecoso" llegó con altas expectativas al Deportivo Pereira y aunque el primer semestre no fue el mejor, la segunda mitad vino con toda. Con la llegada del D.T Alejandro Restrepo el equipo avanzó y llegó a cuadrangulares, aunque no se le tenía mucha esperanza. Grave error, pues el equipo sorprendió llegando a la final contra el Deportivo Independiente Medellín y ganando así su primer estrella en el 2022 quedando el grupo técnico y jugadores, entre ellos Andrés, como leyendas en Pereira. A pesar de que el "Pecoso" salió del partido antes de que terminara, hizo gran papel como capitán sin banda en el equipo. Luego del gran triunfo, se da a conocer que Correa volvía al "blanco blanco"

### Once Caldas (2023)
Luego de su gran año en el equipo pereirano, vuelve al "albo" con grandes sueños e ideas para el equipo. Sin embargo, a finales de octubre, el "Pecoso" junto con otros compañeros del Once Caldas fueron quitados del plantel de jugadores del equipo por directriz de los dueños cancelando así sus contratos. Este momento fue polémico pues primero se publicó el comunicado y luego se le informó a los futbolistas. 
Luego de este suceso, Andrés Correa estuvo sin equipo hasta marzo de 2024 en donde el Unión Magdalena demostró que desde hace un tiempo lo querían en su equipo. 

### Unión Magdalena
Luego de estar seis meses sin estar en las canchas, el "Pecoso" volvió a ponerse los guayos con el "Ciclón bananero" llegando a ser capitán del club. Jugó en "los samarios" durante casi dos temporadas puesto que llegó algo tarde para iniciar el primer semestre, sin embargo, con su apoyo llegaron a clasificar a ambos cuadrangulares y que saliera bicampeón ganando tanto la final del segundo semestre de la Categoría Primera B como la Gran Final entre los campeones del año consiguiendo así el anhelado ascenso a la Categoría Primera A. Correa decidió retirarse un corto tiempo después de salir campeón, aunque ya no seguirá pateando la pelota en las canchas, estará liderando desde afuera. 

## Trayectoria como Técnico

### Estudios
Andrés estudió durante su periodo como jugador, mientras no estaba en las canchas estudiaba pensando en un futuro como entrenador. Durante 7 años se formó en diversas carreras necesarias para el puesto en Politécnico Superior, la Universidad de Antioquia, y otras más. 

### Deportivo Independiente Medellín
Actualmente se encuentra como el segundo asistente técnico del "Poderoso de la Montaña". 

## Estadísticas
Actualizado al último partido jugado.
| Águilas Doradas · Colombia                                                                                                 | 2.ª           | 2010          | 14  | 0  | 10 | 1 | 0 | 0 | 24  | 1  |  |
| Águilas Doradas · Colombia                                                                                                 | 1.ª           | 2011          | 30  | 1  | 11 | 3 | 0 | 0 | 41  | 4  |  |
| Águilas Doradas · Colombia                                                                                                 | 1.ª           | 2012          | 34  | 1  | 6  | 2 | 0 | 0 | 40  | 3  |  |
| Águilas Doradas · Colombia                                                                                                 | 1.ª           | 2013          | 21  | 5  | 4  | 1 | 0 | 0 | 25  | 6  |  |
| Águilas Doradas · Colombia                                                                                                 | Total club    | Total club    | 99  | 7  | 31 | 7 | 0 | 0 | 130 | 14 |  |
| Junior · Colombia | 1.ª           | 2013          | 23  | 2  | 2  | 0 | 0 | 0 | 25  | 2  |  |
| Junior · Colombia | 1.ª           | 2014          | 31  | 1  | 10 | 1 | 0 | 0 | 41  | 2  |  |
| Junior · Colombia | 1.ª           | 2015          | 37  | 1  | 10 | 0 | 3 | 0 | 50  | 1  |  |
| Junior · Colombia | 1.ª           | 2016          | 7   | 0  | 0  | 0 | 0 | 0 | 7   | 0  |  |
| Junior · Colombia | 1.ª           | 2017          | 15  | 0  | 1  | 0 | 1 | 0 | 17  | 0  |  |
| Junior · Colombia | Total club    | Total club    | 113 | 4  | 23 | 1 | 4 | 0 | 140 | 5  |  |
| Atlético Huila · Colombia                                                                                                  | 1.ª           | 2017          | 19  | 3  | 1  | 0 | 0 | 0 | 20  | 3  |  |
| Atlético Huila · Colombia                                                                                                  | 1.ª           | 2018          | 21  | 1  | 0  | 0 | 0 | 0 | 21  | 1  |  |
| Atlético Huila · Colombia                                                                                                  | Total club    | Total club    | 40  | 4  | 1  | 0 | 0 | 0 | 41  | 4  |  |
| Once Caldas · Colombia | 1.ª           | 2018          | 14  | 1  | 8  | 0 | 0 | 0 | 22  | 1  |  |
| Once Caldas · Colombia | 1.ª           | 2019          | 34  | 0  | 4  | 0 | 2 | 0 | 40  | 0  |  |
| Once Caldas · Colombia | 1.ª           | 2020          | 21  | 2  | 2  | 0 | 0 | 0 | 23  | 2  |  |
| Once Caldas · Colombia | 1.ª           | 2023          | 32  | 2  | 1  | 0 | 0 | 0 | 33  | 2  |  |
| Once Caldas · Colombia | Total club    | Total club    | 101 | 5  | 16 | 0 | 2 | 0 | 118 | 5  |  |
| Atlético Bucaramanga · Colombia                                                                                            | 1.ª           | 2021          | 32  | 1  | 1  | 0 | 0 | 0 | 33  | 1  |  |
| Atlético Bucaramanga · Colombia                                                                                            | Total club    | Total club    | 32  | 1  | 1  | 0 | 0 | 0 | 33  | 1  |  |
| Deportivo Pereira · Colombia                                                                                               | 1.ª           | 2022          | 37  | 0  | 4  | 1 | 0 | 0 | 41  | 1  |  |
| Deportivo Pereira · Colombia                                                                                               | Total club    | Total club    | 37  | 0  | 4  | 1 | 0 | 0 | 41  | 1  |  |
| Unión Magdalena · Colombia                                                                                                 | 2.ª           | 2024          | 35  | 2  | 0  | 0 | 0 | 0 | 35  | 2  |  |
| Unión Magdalena · Colombia                                                                                                 | Total club    | Total club    | 35  | 2  | 0  | 0 | 0 | 0 | 35  | 2  |  |
| Total carrera | Total carrera | Total carrera | 457 | 23 | 76 | 9 | 6 | 0 | 538 | 32 |  |
| (1) Incluye datos de la Copa Colombia. (2) Incluye datos de Copa Libertadores. (3) No incluye goles en partidos amistosos. |               |               |     |    |    |   |   |   |     |    |  |

## Palmarés

### Campeonatos nacionales
| Título          | Club              | País     | Año                         |
| --------------- | ----------------- | -------- | --------------------------- |
| Primera B       | Águilas Doradas   | Colombia | 2010                        |
| Copa Colombia   | Junior            | Colombia | 2015                        |
| Torneo Clausura | Deportivo Pereira | Colombia | Torneo Finalización 2022-II |
| Primera B       | Unión Magdalena   | Colombia | Primera B 2024-II           |